# Vrbová nad Váhom
Vrbová nad Váhom (Hongaars:Vágfüzes) is een Slowaakse gemeente in de regio Nitra, en maakt deel uit van het district Komárno.
Vrbová nad Váhom telt 557 inwoners.